# Andrea Gonsebate
Andrea Gonsebate (nacida el 7 de mayo de 1977) es una futbolista argentina que juega como defensora en el exterior. Además, juega en la selección de Argentina. Formó parte del equipo que participó en la Copa Mundial Femenina de Fútbol de 2003.